# Kanadas herrlandslag i ishockey
Kanadas herrlandslag i ishockey, Team Canada, representerar Kanada i ishockey på herrsidan och spelade sin första match den 15 januari 1911 där Kanada utklassade Belgien med 8-1 i Montreux. Kanada spelade sin första tävlingsmatch i de olympiska sommarspelen 1920 i Antwerpen, Belgien, och blev där olympiska mästare för första gången (och även världsmästare om världsmästerskapet skall räknas som gemensam turnering 1920–1968). I första matchen vann Kanada med 15-0 mot dåvarande Tjeckoslovakien den 23 april 1920. Kanada kom även att bli världsmästare i ytterligare tre olympiska vinterspel och två världsmästerskap i rad före 1933 då USA blev världsmästare och 1936 då Storbritannien blev olympiska mästare.
Kanada är ishockeyhistoriens framgångsrikaste landslag med tjugo världsmästartitlar (exklusive de världsmästerskap som räknades som gemensamma olympiska spel) och nio olympiska mästartitlar, vilket är blott en mer än det forna Sovjetunionen (OSS 1992), som vann nitton VM- och åtta olympiska titlar (om Sovjetunionen och Ryssland nu skall räknas som två separata och inte ett gemensamt landslag). Efter sin VM-titel 1961 och sitt VM-silver året därpå, och senare tre brons i rad 1966–1968, sjönk dock Kanada ned i en lång djup svacka som kulminerade under det så kallade Kanadabråket 1970–1976 då Kanada bojkottade VM och olympiska vinterspelen. 1977 då Kanadabråket var över deltog Kanada återigen men blev världsmästare igen för första gången efter 1961 först 1994 då Kanada nådde final och vann mot Finland, efter att tidigare i februari samma år ha förlorat den olympiska finalen mot Sverige efter straffslag, vilket upprepades i semifinalen året därpå där Sverige, då värdland och blivande finalist, vann genom sudden death. Kanada vann dock brons efter vinst i matchen om tredjepris mot Tjeckien, som förlorade den andra semifinalen mot blivande världsmästarna Finland men som tog revansch året därpå genom att vinna finalen med 4–2.
Omkring millennieskiftet 2000 och under första halvan av 2010-talet blev Kanada olympiska mästare en gång 2002 i Salt Lake City och två gånger i rad 2010 på hemmaplan i Vancouver och 2014 i Sotji medan världsmästerskapet däremot resulterade i misslyckande med hela fem missade medaljer i rad efter VM-titeln 1997 och fem förluster i rad i kvartsfinal efter en VM-titel 2007 följd av två VM-silver i rad 2008–2009, innan Kanada återigen vann två VM-titlar i rad 2015 och 2016, liksom 2003 och 2004, och liksom 2005 förlorade sin tredje VM-final i rad 2017, en match om tredjepris 2018 liksom 2006 och ytterligare en final 2019 då Finland vann sin tredje VM-titel.

## Profiler
- Connor McDavid
- Joe Thornton
- Todd Bertuzzi
- Paul Kariya
- Chris Pronger
- Ed Jovanovski
- Martin Brodeur
- Roberto Luongo
- Martin St. Louis
- Rob Blake
- Adam Foote
- Simon Gagné
- Dany Heatley
- Jarome Iginla
- Vincent Lecavalier
- Mario Lemieux
- Scott Niedermayer
- Joe Sakic
- Ryan Smyth
- Rick Nash
- Marty Turco
- Sidney Crosby
- Wayne Gretzky
- Patrick Roy

Coacher i Canada/World Cup
1. Harry Sinden, Summit Series 1972

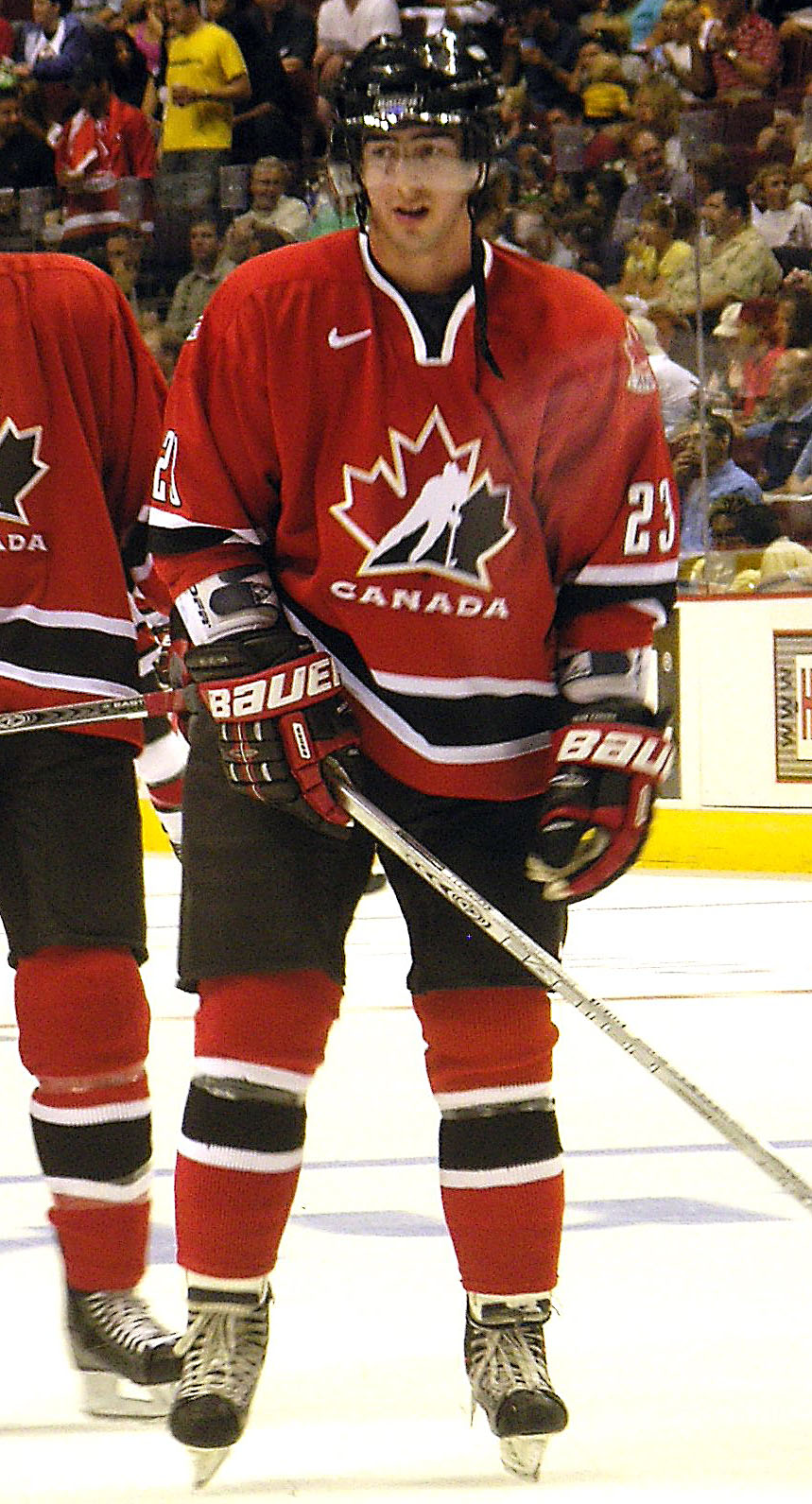
Luc Bourdon

2. Scotty Bowman, Canada Cup 1976 och 1981
3. Glen Sather, Canada Cup1984
4. Mike Keenan, Canada Cup1987 och 1991
5. Glen Sather, World Cup1996
6. Pat Quinn, World Cup 2004

Coacher i VM sedan 1977
1. Johnny Wilson, 1977
2. Harry Howell, 1978
3. Marshall Johnston, 1979
4. Don Cherry, 1981
5. Red Berenson, 1982
6. Dave King, 1983
7. Doug Carpenter, 1985
8. Pat Quinn, 1986
9. Dave King, 1987, 1989, 1990, 1991, 1992
10. Mike Keenan, 1993
11. George Kingston, 1994
12. Tom Renney, 1995, 1996
13. Andy Murray, 1997, 1998
14. Mike Johnston, 1999
15. Tom Renney, 2000
16. Wayne Fleming, 2001, 2002
17. Andy Murray, 2003
18. Joel Quenneville, 2004
19. Marc Habscheid, 2005, 2006
20. Andy Murray, 2007
21. Ken Hitchcock, 2008,2011
22. Lindy Ruff, 2009
23. Craig MacTavish, 2010

## OS-resultatgenom tiderna
| - 1920 - Guld (Winnipeg Falcons) - 1924 - Guld (Toronto Granites) - 1928 - Guld (University of Toronto) - 1932 - Guld (The Winnipegs) - 1936 - Silver (Port Arthur Bearcats) - 1948 - Guld (RCAF Flyers) - 1952 - Guld (Edmonton Mercurys) - 1956 - Brons (Kitchener-Waterloo Dutchmen) - 1960 - Silver (Kitchener-Waterloo Dutchmen) - 1964 - Fjärdeplats - 1968 - Brons | - 1980 - Sjätteplats - 1984 - Fjärdeplats - 1988 - Fjärdeplats - 1992 - Silver - 1994 - Silver - 1998 - Semifinal - 2002 - Guld - 2006 - Åttondeplats - 2010 - Guld - 2014 - Guld - 2018 - Brons - 2022 - Sjätteplats |

## 1972Summit Seriesgenom tiderna
- 1972 - Vann

## Canada Cup/World Cupgenom tiderna
- 1976 - Vann
- 1981 - Final
- 1984 - Vann
- 1987 - Vann
- 1991 - Vann
- 1996 - Final
- 2004 - Vann
- 2016 - Vann

## Placeringar ivärldsmästerskapgenom tiderna
| - 1930 - Guld (Toronto CCM) - 1931 - Guld (Manitoba Grads) - 1933 - Silver (Toronto Sea Fleas) - 1934 - Guld (Saskatoon Qakers) - 1935 - Guld (Winnipeg Monarchs) - 1937 - Guld (Kimberly Dynamiters) - 1938 - Guld (Sudbury Wolves) - 1939 - Guld (Trail Smoke Eaters) - 1947 - Deltog ej - 1949 - Silver (Sudbury Wolves) - 1950 - Guld (Edmonton Mercurys) - 1951 - Guld (Lethbridge Maple Leafs) - 1953 - Uteslutna - 1954 - Silver (East York Lyndhursts) - 1955 - Guld (Penticton Vees) - 1957 - Bojkottade - 1958 - Guld (Whitby Dunlops) - 1959 - Guld (Belleville McFarlands) | - 1961 - Guld (Trail Smoke Eaters) - 1962 - Silver (Galt Terriers) - 1963 - Fjärdeplats (Trail Smoke Eaters) - 1965 - Fjärdeplats - 1966 - Brons - 1967 - Brons - 1969 - Fjärdeplats - 1977 - Fjärdeplats - 1978 - Brons - 1979 - Fjärdeplats - 1981 - Fjärdeplats - 1982 - Brons - 1983 - Brons - 1985 - Silver - 1986 - Brons - 1987 - Fjärdeplats - 1989 - Silver - 1990 - Fjärdeplats | - 1991 - Silver - 1992 - Åttondeplats - 1993 - Semifinal - 1994 - Guld - 1995 - Brons - 1996 - Silver - 1997 - Guld - 1998 - Sjätteplats - 1999 - Semifinal - 2000 - Semifinal - 2001 - Femteplats - 2002 - Sjätteplats - 2003 - Guld - 2004 - Guld - 2005 - Silver - 2006 - Semifinal - 2007 - Guld - 2008 - Silver | - 2009 - Silver - 2010 - Sjundeplats - 2011 - Femteplats - 2012 - Femteplats - 2013 - Femteplats - 2014 - Femteplats - 2015 - Guld - 2016 - Guld - 2017 - Silver - 2018 - Fjärdeplats - 2019 - Silver - 2021 - Guld - 2022 - Silver - 2023 - Guld - 2024 - Fjärdeplats |

## VM-statistik

### 1920-2006
| VM-Turneringar    | Matcher | Segrar | Oavgjorda | Förluster | Gjorda mål | Insläppta mål | Poäng |
| ----------------- | ------- | ------ | --------- | --------- | ---------- | ------------- | ----- |
| A-VM              | 451     | 315    | 31        | 104       | 2439       | 949           | 661   |
| B-VM/Division I   | 0       | 0      | 0         | 0         | 0          | 0             | 0     |
| C-VM/Division II  | 0       | 0      | 0         | 0         | 0          | 0             | 0     |
| D-VM/Division III | 0       | 0      | 0         | 0         | 0          | 0             | 0     |

### 2007-
| VM-Turneringar | Matcher | Segrar | Förluster | Sudden deaths-/Straffläggningssegrar | Sudden deaths-/Straffläggningsförluster | Gjorda mål | Insläppta mål | Poäng |
| -------------- | ------- | ------ | --------- | ------------------------------------ | --------------------------------------- | ---------- | ------------- | ----- |
| VM             | 75      | 56     | 8         | 5                                    | 6                                       | 351        | 149           | 184   |
| Division I     | 0       | 0      | 0         | 0                                    | 0                                       | 0          | 0             | 0     |
| Division II    | 0       | 0      | 0         | 0                                    | 0                                       | 0          | 0             | 0     |
| Division III   | 0       | 0      | 0         | 0                                    | 0                                       | 0          | 0             | 0     |

- ändrat poängsystem efter VM 2006, där seger ger 3 poäng istället för 2 och att matcherna får avgöras genom sudden death (övertid) och straffläggning vid oavgjort resultat i full tid. Vinnaren får där 2 poäng, förloraren 1 poäng.